# Acrolophitus pulchellus
Acrolophitus pulchellus är en insektsart som först beskrevs av Bruner, L. 1889.  Acrolophitus pulchellus ingår i släktet Acrolophitus och familjen gräshoppor. IUCN kategoriserar arten globalt som sårbar. Inga underarter finns listade i Catalogue of Life.